# Borough of Fylde

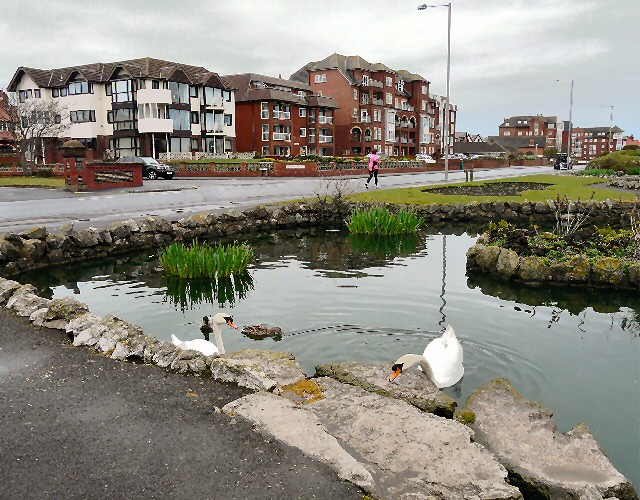
Lytham St Annes

Fylde ist ein Verwaltungsbezirk mit dem Status eines Borough in der Grafschaft Lancashire in England. Im Jahr 2011 hatte es 120.684 Einwohner. Verwaltungssitz ist die Stadt Lytham St Annes, mit einigen Abteilungen in Kirkham. Der Bezirk wurde am 1. April 1974 gebildet und entstand aus der Fusion des Borough of Lytham, des Urban District Kirkham und des Rural District Fylde.

## Civil parishes
- Ansdell, Bryning-with-Warton, Elswick, Freckleton, Greenhalgh-with-Thistleton, Kirkham, Little Eccleston-with-Larbreck, Lytham, Medlar-with-Wesham, Newton-with-Clifton, Ribby-with-Wrea, Saint Anne’s on the Sea, Singleton, Staining, Treales, Roseacre and Wharles, Weeton-with-Preese und Westby-with-Plumptons.[2]